# Amvic
Amvic este un grup de companii din România care activează în domeniul construcțiilor, deținut de omul de afaceri Marin Crutescu.
Grupul a fost înființat în 1994, principala activitate a fostului Corina Gealan fiind producția de ferestre din PVC.
Crutescu a preluat ulterior licența de producție de cofraje termoizolante de la canadienii de la Amvic și și-a extins portofoliul de produse.
Grupul de firme deține, în județul Ilfov, două fabrici specializate în producția de cofraje termoizolante și de polistiren.
Din grupul Amvic fac parte firmele Amvic Proiect (proiectare) – radiată la 1 ianurie 2009, Amvic Case (proiecte imobiliare), Amvic Ferestre (producător ferestre), Amvic Construcții (lucrări de construcții), Amvic Instalații Termice (sisteme de încălzire), Amvic Învelitori (comercializare învelitori), Amvic Termosistem (furnizare termosisteme în construcții), Amvic Uși de Garaj (furnizare uși de garaj) și Amvic SRL (polistiren).
Număr de angajați:
- 2009: 150[1]
- 2008: 210[1]

Cifra de afaceri:
- 2008: 12,5 milioane euro[1]
- 2007: 10,5 milioane euro[1]